# 기후변화에 관한 유엔 기본 협약

기후 변화에 관한 유엔 기본 협약(영어: United Nations Framework Convention on Climate Change, 약칭 유엔기후변화협약 혹은 기후변화협약 혹은 UNFCCC 혹은 FCCC)은 온실 기체에 의해 벌어지는 지구 온난화를 줄이기 위한 국제 협약이다. 1992년 5월 브라질 리우데자네이루에서 열린 INC회의에서 기후변화협약을 채택하였다. 기후변화협약은 선진국들이 이산화 탄소를 비롯 각종 온실 기체의 방출을 제한하고 지구 온난화를 막는 게 주요 목적이었다.
본 협약 자체는 각국의 온실 가스 배출에 대한 어떤 제약을 가하거나 강제성을 띄고 있지는 않다는 점에서 법적 구속력은 없다. 대신 협약은 시행령에 해당하는 의정서(protocol)를 통해 의무적인 배출량 제한을 규정하고 있다. 이에 대한 주요 내용을 정의한 것이 교토 의정서인데, 지금은 UNFCCC보다도 널리 알려져 있다.
2018년 12월 폴란드 카토비체에서 제24차 유엔기후변화협약 당사국총회가 열렸고, 스톡홀름의 의회 앞에서 '기후를 위한 등교거부'가 적힌 손팻말을 들고 1인 시위를 벌였던 스웨덴 고등학생 그레타 툰베리(Greta Thunberg)가 "당신들은 자녀를 사랑한다고 하지만 그들 눈앞에서 미래를 훔치고 있다"라는 내용의 연설을 했다.
대한민국은 1993년 12월, 이 협약에 가입했다.

## 기후변화방지 관련 회의
매년 유엔 기후변화협약 당사국총회가 개최된다. 다음은 주요 총회 목록.
- COP 3 = 교토 의정서(지구 온난화 방지 교토 회의)
- COP 15 = 2009년 유엔 기후 변화 회의
- COP 18 = 2012년 유엔 기후 변화 회의
- COP 19 = 2013년 유엔 기후 변화 회의
- 파리 협정

## 같이 보기
- 기후 변화에 관한 정부간 패널(IPCC)
- 탄소 중립